# Go! Niezapomniana impreza
GO! Niezapomniana impreza (hiszp. Go! La Fiesta Inolvidable) – argentyńska telenowela wyprodukowana przez oddziały Onceloops i Kuarzo Entertainment Argentina. Telenowela pojawi się 25 listopada 2019 roku w serwisie Netflix we wszystkich krajach świata, włącznie z Polską.

## Obsada

### Pierwszoplanowa obsada
- Pilar Pascual – Mía Cáceres
- Renata Toscano – Lupe Achával
- José Giménez Zapiola – Álvaro Achával
- Santiago Sáez – Juanma Portolesi
- Gastón Ricaud – Ramiro Achával
- Laura Azcurra – Mercedes Tailor
- Carmela Barasmián - Zoe Caletián